# Omförestring
Omförestring, även omestring eller transesterifiering, är inom organisk kemi en process som innebär utbyte av den organiska gruppen R2 hos en ester mot den organiska gruppen R3 hos en alkohol enligt:
{\displaystyle {\ce {R^1COOR^2 + R^3OH -> R^1COOR^3 + R^2OH}}}
Dessa reaktioner katalyseras ofta genom tillsats av en syra- eller baskatalysator. Reaktionen kan också genomföras med hjälp av enzymer (biokatalysatorer).